# Sorbus rehderiana
Sorbus rehderiana là loài thực vật có hoa trong họ Hoa hồng. Loài này được Koehne miêu tả khoa học đầu tiên năm 1913.